# Luis Alberto Bastidas Vásquez
Luis Alberto Bastidas Vásquez (Chupaca, 13 de abril de 1966) es un profesor, abogado y político peruano. Actualmente, desde 2023, ocupa el cargo de Alcalde de la provincia de Chupaca. Anteriormente ocupó ese cargo durante tres periodos consecutivos entre el 2007 y el 2018 siendo el alcalde con mayor tiempo en el cargo desde la creación de esta provincia.
Nació en Chupaca, el 13 de abril de 1966. Cursó estudios superiores en educación en el Instituto Superior Pedagógico Teodoro Peñalosa de su ciudad natal donde se graduó como profesor. En el año 2000 se graduó como abogado en la Universidad Peruana Los Andes.
Su primera participación política se dio en las elecciones municipales del 2002 en las que logró se elegido como regidor del consejo provincial de Chupaca por la organización política "Nueva Fuerza". En las elecciones del 2006, 2010, y 2014 fue elegido consecutivamente como Alcalde Provincial por distintas organizaciones políticas: Frente Patriota Peruano, Fuerza Constructora y Junín Sostenible con su Gente, respectivamente. Tras la modificación constitucional del 2019 que prohibió la reelección de alcaldes, volvió a postular en las elecciones del 2022 por el Movimiento Regional Sierra y Selva Contigo Junín siendo electo por cuarta vez para ocupar dicho cargo.  En el 2020 intentó ser candidato al Congreso por el partido Somos Perú en las elecciones parlamentarias de ese año, no obstante, renunció a seguir en carrera. 